# 1. октобар
1. октобар (1.10.) је 274. дан у години по грегоријанском календару (275. у преступној години). До краја године има још 91 дан.

## Догађаји
- 331. п. н. е. — У бици код Гавгамеле Александар Македонски је победио персијског цара Дарија III.
- 1777 — Потписан Уговор у Сан Илдефонсу, између Шпаније и Португала.
- 1910 — Јапан извршио анексију Кореје и укључио је у Јапанско царство.
- 1914 — Турска као савезница Централних сила у Првом светском рату затворила Дарданеле за бродове земаља Антанте.
- 1918 — Предвођени енглеским пуковником Томасом Едвардом Лоренсом, познатим као Лоренс од Арабије, Арапи уз помоћ Британаца у Првом светском рату преотели Дамаск од Турака.
- 1926 — У Београду отворена пијаца на Зеленом венцу.
- 1928 — У СССР проглашена Прва петољетка, петогодишњи план развоја индустрије и наставак колективизације пољопривреде.
- 1938 — Немачка армија ушла у Чехословачку и окупирала Судете после Минхенског споразума Немачке с Великом Британијом и Француском.
- 1943 — Савезници после једномесечне битке у Другом светском рату заузели Напуљ.
- 1946 — Међународни војни суд у Нирнбергу прогласио кривим 22 лидера нацистичке Немачке за ратне злочине почињене у Другом светском рату. На смрт осуђено њих 12, три добила доживотни затвор, а остали затворске казне од 10 до 20 година.
- 1949 — Проглашена НР Кина.
- 1979 — Зона Панамског канала после 70 година под контролом САД формално предата на управу Панами.
- 1982 — Лидер Хришћанско-демократске уније Хелмут Кол постао шести канцелар Западне Немачке, наследивши социјалдемократу Хелмута Шмита.
- 1988 — Михаил Сергејевич Горбачов постао председник Президијума Врховног совјета СССР уместо Андреја Громика, који је претходног дана пензионисан. Творац политичких и привредних реформи, Горбачов био последњи лидер Совјетског Савеза.
- 1989 — Данска је постала прва у свету која је дозволила брак хомосексуалаца.
- 1996 — Савет безбедности Уједињених нација укинуо економске санкције Југославији уведене у мају 1992. због њене умешаности у рат у Босни.
- 1997 — Полиција је грубом силом растурила мирне демонстрације албанских студената у Приштини и још пет градова на Косову. Студенти захтевали повратак у универзитетске установе и наставу на албанском језику.
- 1999 — Руске снаге ушле у Чеченију пошто су током августа и септембра потукле чеченске исламисте на територији Дагестана.
- 2000 — 
  - Широм Србије настављени протести грађана због непризнавања победе кандидата ДОС Војислава Коштунице на председничким изборима у Југославији. Јаке полицијске снаге ушле у рудник “Колубара” у покушају да спрече штрајк рудара.
  - Одбојкаши репрезентације Југославије победом над Русијом 3:0 освојили су златну медаљу на Олимпијским играма у Сиднеју.
- 2017 — Одржан је референдум о независности Каталоније, на којем је за независност гласало 90% становништва.

## Рођења
- 1207 — Хенрик III, енглески краљ. (прем. 1272)[1]
- 1685 — Карло VI, цар Светог римског царства (прем. 1740)
- 1754 — Павле I Петрович Романов, руски цар, син и наследник Катарине Велике. (прем. 1801)
- 1892 — Аница Савић Ребац, српска књижевница и класични филолог. (прем. 1953)
- 1903 — Владимир Хоровиц, амерички пијаниста руског порекла. (прем. 1989)
- 1918 — Марија Црнобори, српска глумица. (прем. 2014)
- 1922 — Бранко Пешић, политичар и државник, председник Скупштине града Београда (прем. 1986)
- 1922 — Чен-Нинг Јанг, кинески физичар, добитник Нобелове награде за физику (1957).
- 1924 — Џими Картер, амерички политичар, 39. председник САД. (прем. 2024)
- 1930 — Филип Ноаре, француски глумац. (прем. 2006)
- 1930 — Ричард Харис, ирски глумац. (прем. 2002)[2]
- 1935 — Џули Ендруз, енглеска глумица, певачица и списатељица.[3]
- 1937 — Антун Рудински, српски фудбалер и фудбалски тренер. (прем. 2017)
- 1947 — Стивен Колинс, амерички глумац.
- 1948 — Добрила Ћирковић, српска глумица.
- 1950 — Ренди Квејд, амерички глумац.
- 1951 — Радиша Урошевић, српски певач.
- 1952 — Бари Карољи, мађарски песник, преводилац, фолклориста и графичар ромског порекла
- 1954 — Љубомир Травица, српски одбојкаш и одбојкашки тренер.
- 1955 — Неђо Ђурић, српски геолог, универзитетски професор, саветник Техничког института у Бијељини и дописни члан у редовном саставу Академије науке и умјетности Републике Српске.[4]

- 1956 — Тереза Меј, британска политичарка, 76. премијер Уједињеног Краљевства.[5]
- 1959 — Зуфер Авдија, српско-израелски кошаркаш и кошаркашки тренер.
- 1965 — Тед Кинг, амерички глумац.
- 1966 — Џорџ Веа, либеријски фудбалер.
- 1967 — Снежана Бабић Снеки, српска певачица и глумица.
- 1972 — Лејла Хатами, иранска глумица и режисерка.
- 1975 — Марко Видојковић, српски писац, музичар и новинар.
- 1976 — Дора Вентер, мађарска порнографска глумица.
- 1978 — Александар Пантић, српски фудбалер.
- 1981 — Жулио Баптиста, бразилски фудбалер.
- 1983 — Мирко Вучинић, црногорски фудбалер.
- 1987 — Ваут Пулс, холандски бициклиста.
- 1988 — Кариба Хајн, аустралијска глумица и плесачица.
- 1989 — Бри Ларсон, америчка глумица.[6]
- 1992 — Лејлани Лијен, америчка порнографска глумица.
- 1994 — Дејан Мелег, српски фудбалер.
- 2000 — Кале Рованпере, фински аутомобилиста.

## Смрти
- 1684 — Пјер Корнеј, француски писац. (рођ. 1606).
- 1957 — Иван Ђаја, српски биолог, физиолог и писац. (рођ. 1884).[7]
- 1970 — Петар Коњовић, српски композитор класичне музике. (рођ. 1883).
- 1984 — Благоје Марјановић, српски и југословенски фудбалер.
- 1988 — Павле Вуисић, српски филмски глумац. (рођ. 1926).
- 1999 — Мирослав Чангаловић, доајен београдске оперске сцене. (рођ. 1921).[8]
- 1986 — Дражен Ричл, певач и гитариста Црвене Јабуке, један од њених оснивача. (рођ. 1962).
- 2018 — Шарл Азнавур, француски музичар и глумац. (рођ. 1924).[9]
- 2019 — Карел Гот, чешки певач. (рођ. 1939).[10]

## Празници и дани сећања
- 1878 — У Нишу отворена прва гимназија, у прву школску годину уписано 49 ученика.
- 1924 — Радио Београд почео да емитује програм. У експерименталним емисијама инжењери Михајло Симић и Добривоје Петровић са предајника у Раковици емитовали и концерте уз учешће певача Београдске опере. У знак сећања на прво емитовање, 1. октобар установљен као дан Радио-телевизије Србије.
- 1949 — Национални дан Кине: У Пекингу проглашена Народна Република Кина на челу с Мао Цедунгом. За првог премијера и министра спољних послова постављен Чу Енлај.
- Српска православна црква данас прославља
  - Свети Евменије Гортински
  - Света мученица Ариадна